# Rosemary Sutcliff
Rosemary Sutcliff (n. 14 decembrie 1920 – d. 23 iulie 1992) a fost o scriitoare britanică, cunoscută pentru romanele sale istorice și pentru copii. 
În 1959 primit Medalia Carnegie pentru romanul The Lantern Bearers iar în 1975 a fost numită Ofițer al Ordinului Imperiului Britanic (Order of the British Empire) pentru servicii aduse literaturii pentru copii, fiind avansată la gradul de Comandor în 1992. 

## Opera

### Romane din seriaEagle of the Ninth
- The Eagle of the Ninth (1954)
- The Silver Branch (1957)
- Frontier Wolf (1980)
- The Lantern Bearers (1959)
- Dawn Wind (1961)
- Sword at Sunset (1963)
- Shield Ring (1956)

### Romane legate de legendaregelui Arthur
- Sword at Sunset (1963) (face parte din seria Eagle of the Ninth)
- The Sword and the Circle (1981)
- The Light Beyond the Forest (1979)
- The Road to Camlann (1981)

### Alte romane
- Warrior Scarlet (1958)
- Beowulf: Dragonslayer (1961), roman avându-l ca personaj principal pe eroul englez Beowulf
- The Hound of Ulster (1963), roman după mitul irlandez Cuchulainn
- The Mark of the Horse Lord (1965)
- Song for a Dark Queen (1978), roman despre regina Boadicea
- Flame-colored taffeta (1986)
- Blood and sand (1987)

### Romane traduse în limba română
- Acvila legiunii a IX-a (The Eagle of the Ninth), Editura Litera Internațional, 2010, ISBN 973-675-876-8